# Bromure de zirconium(IV)
Le bromure de zirconium(IV) est un composé chimique de formule ZrBr4. Il s'agit d'un solide blanc qui, en présence d'eau, s'hydrolyse complètement en oxybromure ZrOBr2 et bromure d'hydrogène HBr, comme les composés analogues de titane et d'hafnium. Il cristallise dans le système cubique selon le groupe d'espace Pa3 (no 205).
Il peut être obtenu directement par bromation du zirconium avec du brome Br2 à 380 °C :
Zr + 2 Br2 ⟶ ZrBr4.
Il peut également être préparé par réaction carbothermique du dioxyde de zirconium ZrO2 avec le carbone et le brome, :
ZrO2 + 2 C + 2 Br2 ⟶ ZrBr4 + 2 CO.
Une autre méthode consiste à traiter le borohydrure de zirconium(IV) Zr(BH4)4 avec du bromure d'hydrogène HBr :
Zr(BH4)4 + 4 HBr ⟶ ZrBr4 + 4 H2 + 2 B2H6.